# 朱惠英
朱惠英（1964年7月—），浙江宁波人，汉族，中华人民共和国政治人物、第十二届全国人民代表大会广西地区代表。
毕业于武汉工业大学无机非金属材料专业。加入九三学社。2013年，担任全国人大代表。2018年2月24日，当选为第十三届全国人大代表。